# Pixlr
Pixlr is een cloudgebaseerde set hulpmiddelen en hulpprogramma's voor het bewerken van afbeeldingen, waaronder een aantal fotobewerkingsprogramma's en een dienst voor het delen van foto's. De suite is bedoeld voor eenvoudige tot geavanceerde fotobewerking. Het beschikt over drie abonnementen, waaronder Free, Premium en Creative Pack.
Het platform kan worden gebruikt op desktop, smartphones en tablets. Pixlr is compatibel met verschillende beeldformaten zoals JPEG, PNG, WebP, GIF, PSD (Photoshop-formaat) en PXZ (Pixlr-formaat).
Het platform introduceerde december 2021 meer functies met een nieuw logo en toegevoegde tools, waaronder penselen, een reparatietool, animatie en batch-upload. De penseelfunctie maakt het mogelijk om met de hand getekende effecten te creëren. Met de tool Heal kunnen gebruikers ongewenste objecten uit hun afbeeldingen verwijderen terwijl de animatiefunctie kan worden gebruikt om bewegingen in hun bewerkingen op te nemen. Gebruikers kunnen ook batch-upload gebruiken om tot 50 afbeeldingen tegelijk te bewerken.

## Geschiedenis
Pixlr is in 2008 opgericht door Ola Sevandersson, een Zweedse ontwikkelaar. Op 19 juli 2011 maakte Autodesk bekend dat zij de Pixlr-suite hadden verworven. In 2013 vermeldde het tijdschrift Time Pixlr als een van de 50 beste websites van het jaar. 123RF verwierf Autodesk Pixlr voor een niet nader genoemde overeenkomst op 24 april 2017 en Sevandersson trad toe tot het bedrijf.